# Friedrich Zorn (Apotheker)

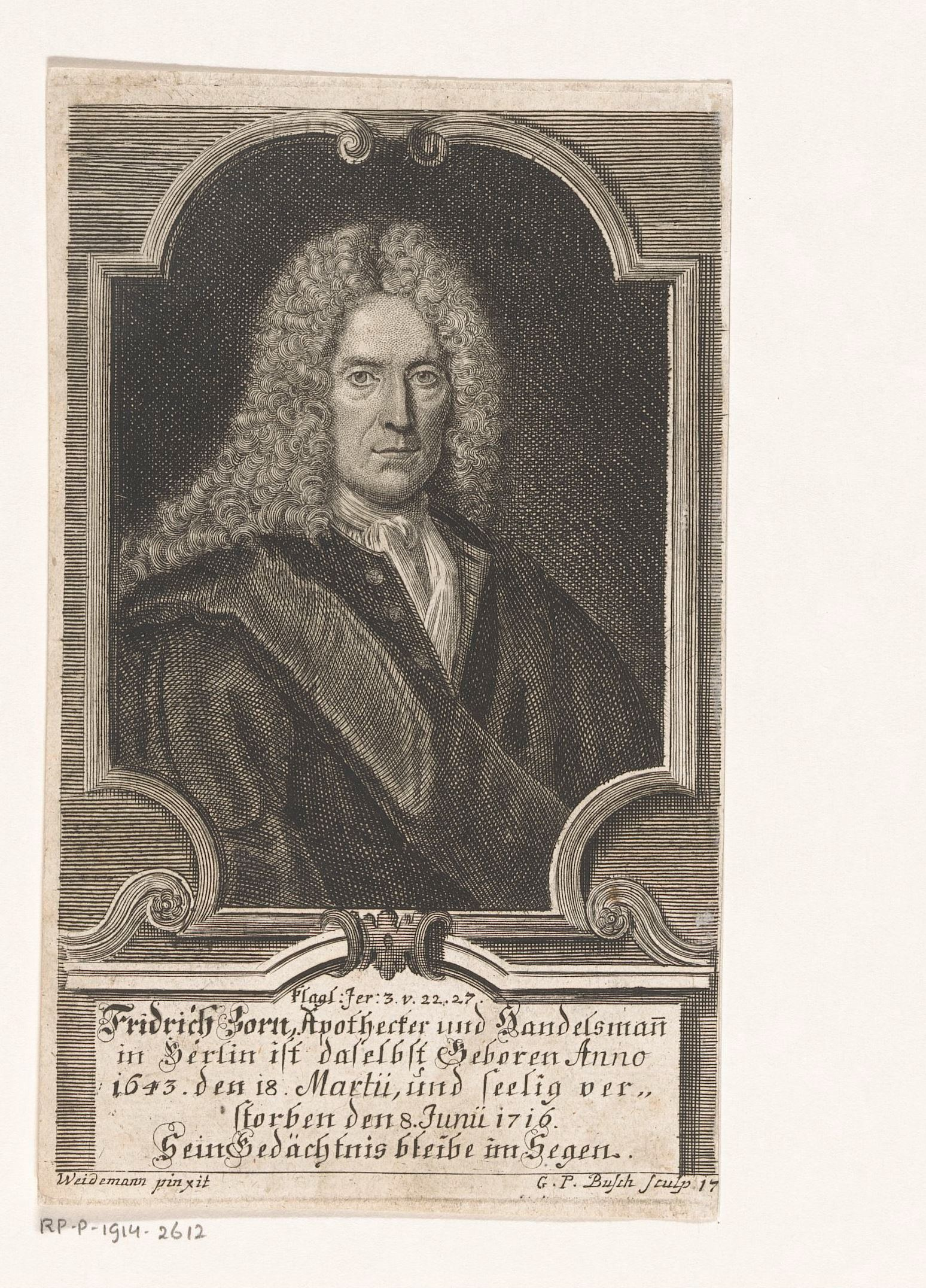
Friedrich Zorn

Friedrich Zorn (* 18. März 1643 in Berlin, Kurfürstentum Brandenburg; † 8. Juni 1716) war ein Berliner Apotheker und Geschäftsmann.

## Leben
Der Vater Bartholomaeus Zorn (1606–1667) war Apotheker und Ratskämmerer in Berlin, die Mutter Elisabeth eine Tochter des Ratsverwandten Valentin Neumeister. Der Bruder Bartholomaeus wurde Arzt in Berlin.
Friedrich Zorn lernte seit 1657 bei seinem Vater, dann bei Apothekern in Hamburg, Straßburg und Nürnberg. Mit seinem Bruder Bartholomaeus ging er nach Italien, wo beide 1664 in
Padua drei Monate Medizin studierten.
1667 übernahm Friedrich Zorn die väterliche Apotheke am Molkenmarkt 4. 1687 erhielt er ein königliches Privileg für Tabakspinnereien und -handel in der Mark Brandenburg und Hinterpommern. In diesem Jahr kaufte er ein Sechstel des Gutes Weißensee bei Berlin mit einem Geschäftspartner, das 1691 wieder veräußert wurde.
Friedrich Zorn kam offenbar zu erheblichem Reichtum. Von 1694 ist ein Verleih von 1000 Talern an den Alchimisten Johannes Kunckel überliefert.
1696 ließ er ein neues Haus für die Apotheke am Molkenmarkt bauen.
In diesem Jahr kam der junge Johann Friedrich Böttger als Lehrling zu ihm, der bald Berühmtheit erlangte und 1701 vor den Augen seines Lehrmeisters und weiterer Zeugen ein Stück Gold hergestellt haben soll.
Friedrich Zorn war zweimal verheiratet. Alle sieben Kinder starben vor ihm.
- Anna Elisabeth, heiratete den späteren Berliner Propst Johann Porst.